# Livvi Franc
 (novembre 2012).
Livvi Franc, nom de scène de Olivia Charlotte Waithe, née le 31 mai 1988, est une auteur-compositeur-interprète britannique.
À l'été 2009, elle a sorti son premier single Now I'm That Bitch. La chanson a été classée au Billboard Hot Dance Club Songs. Ensuite, elle a sorti son deuxième single Automatik. Produit par RedOne. La chanson s'est classé à la 6e place aux États-Unis Hot Dance Club Songs. Durant à la fin de 2010, l'album a été mis de côté par Jive Records et Livvi Franc a quitté Jive Records, pour aller signer à Warner Bros Records où elle termine actuellement son premier album à venir. Lors d'une session Ustream, Franc dit-elle retarde de travailler sur son propre album et à la place se concentre sur l'écriture pour les autres actes.
En 2009, Livvi Franc sort son premier single et clip, Now I'm That Bitch en collaboration avec le rappeur cubano-américain Pitbull.
En 2012, elle a participé à l'écriture de la chanson Got Me Good de Ciara et à l'album Lotus.